# Ваутерс, Франс
Франс Ваутерс (нидерл. Frans Wouters, 1612—1659) — фламандский художник эпохи барокко, ученик Питера Пауля Рубенса, торговец произведениями искусства.
Родился в Лире в сентябре 1612 года, крещён 2 октября. В возрасте 17 лет поступил учеником в мастерскую антверпенского художника Питера ван Авонта. В 1634 году перешёл в мастерскую Питера Пауля Рубенса, в следующем году был принят в Гильдию Святого Луки в Антверпене и зачислен придворным живописцем штатгальтера Испанских Нидерландов кардинала Фердинанда Австрийского. В 1637 году штатгальтер командировал его в составе дипломатической миссии в Англию, где стал художником будущего английского короля Карла II.
В 1641 году Ваутерс вернулся в Антверпен и был приглашён в качестве эксперта-оценщика для описания оставшихся в мастерской работ недавно умершего Рубенса. Он закончил несколько незавершённых Рубенсом картин. Также он возобновил сотрудничество с Питером ван Авонтом и занялся торговлей произведениями искусства. В 1644 году женился на дочери городского казначея Антверпена Марии Донкер, которая принесла ему значительное состояние. В 1648 году избран деканом антверпенской гильдии Святого Луки. В этом же году он был вовлечён в продажу одной из крупнейших коллекций произведений искусства, принадлежавшей Джорджу Вильерсу, герцогу Букингемскому. До самой смерти Ваутерс продолжал поддерживать отношения с английским королём Карлом II и в 1658 году даже значился его камергером.
Скончался в Антверпене в 1659 году.
В живописи Воутерс специализировался в основном в аллегорических картинах и пейзаже со стаффажными фигурами, иллюстрирующими какой-либо религиозный или мифологический сюжет. Работы Ваутерса есть во многих ведущих музеях мира: в Уффици, Пушкинском музее, Венском музее истории искусств, Лондонской национальной галерее и других. Ярким образцом его творчества является картина из собрания Эрмитажа «Пейзаж с Кимоном и Ифигенией», которую он заканчивал после Рубенса.

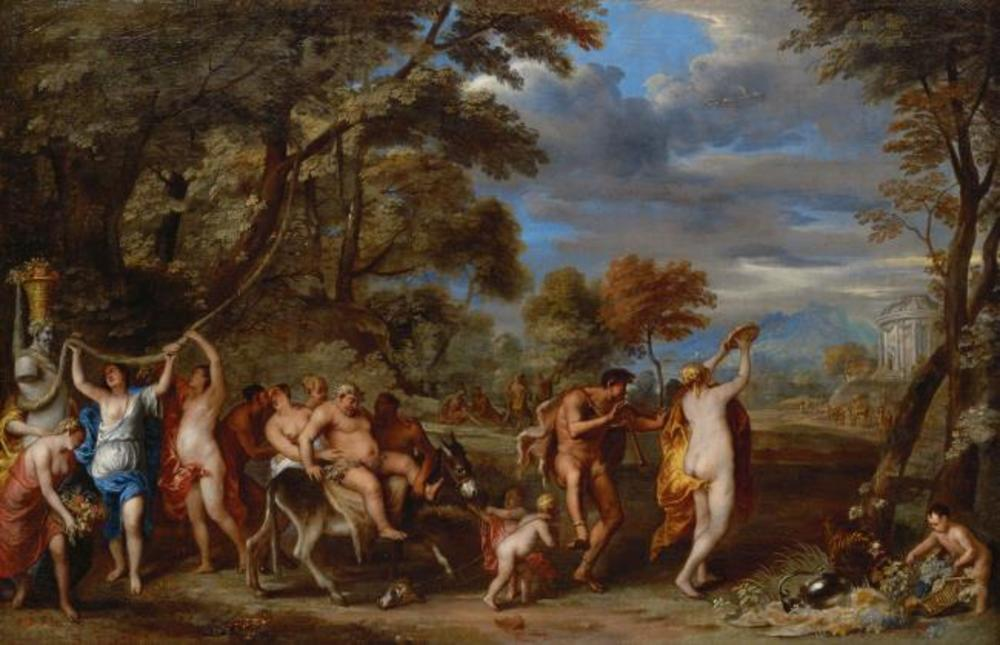
«Триумф Силена». Музей истории искусств, Вена
«Пейзаж с радугой». Королевская коллекция, Лондон
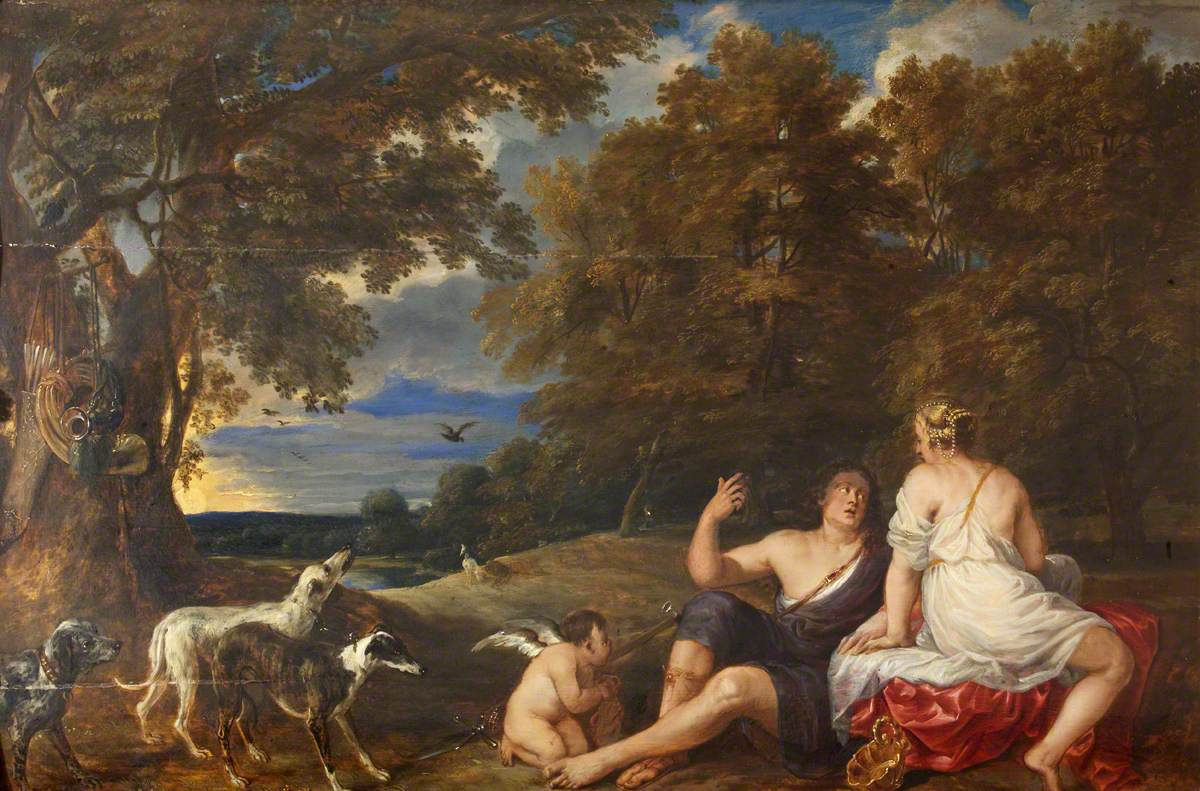
«Венера и Адонис». Национальный музей Кардиффа
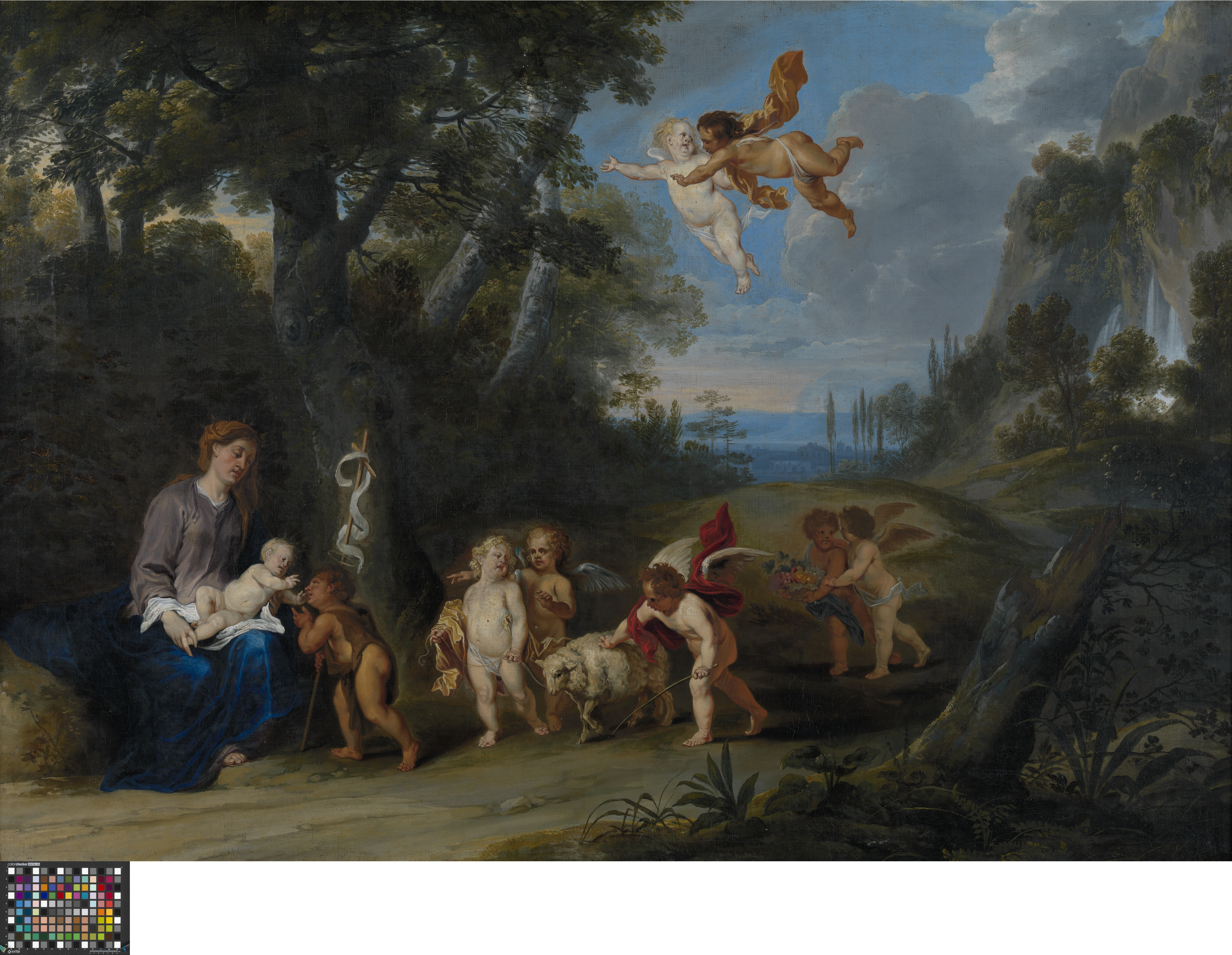
«Поклонение Марии и Младенцу». Музей изящных искусств, Гент